# Departament de Paraguarí
El departament de Paraguarí (en castellà i oficialment, Departamento de Paraguarí) és un dels 17 departaments del Paraguai. El seu codi ISO 3166-2 és PY-9.

## Geografia
El departament, situat al sud del país, és limítrof:
- al nord, amb el departament de la Cordillera ;
- al nord-est, amb el departament de Caaguazú ;
- a l'est, amb el departament de Guairá ;
- al sud-est, amb el departament de Caazapá ;
- al sud, amb el departament de Misiones ;
- al sud-oest, amb el departament de Ñeembucú ;
- al nord-oest, amb el departament Central.

## Subdivisions
El departament se subdivideix en 17 districtes:
- Acahay
- Caapucú
- Carapeguá
- Escobar
- General Bernardino Caballero
- La Colmena
- Mbuyapey
- Paraguarí (capital)
- Pirayú
- Quiindy
- Quyquyhó
- San Roque González de Santa Cruz
- Sapucái
- Tebicuary-mí
- Yaguarón
- Ybycuí
- Ybytimí